# Bhavalalu, Piriyapatna
Bhavalalu là một làng thuộc tehsil Piriyapatna, huyện Mysore, bang Karnataka, Ấn Độ.